# Chiếu Nga Sơn
Chiếu Nga Sơn là một loại chiếu cói được dệt tại huyện Nga Sơn, một huyện ven biển của tỉnh Thanh Hoá. Huyện Nga Sơn có 27 xã và 1 thị trấn là Nga Sơn. Thập niên 1980 chỉ có các xã như: Nga Thủy, Nga Tân, Nga Thanh, Nga Liên, Nga Tiến là làm nghề trồng cói và dệt chiếu. Nhưng ngày nay rất nhiều nơi trong huyện này trồng cói như xã Ba Đình, Nga Thạch... cũng trồng nhiều vì lợi ích kinh tế của nó mang lại. Ngoài dệt chiếu, cói còn được dùng làm hàng thủ công mĩ nghệ (nghề này phát triển chủ yếu ở Kim Sơn, Ninh Bình). Nguồn xuất chủ yếu là sang Liên Xô cũ, và bán nội địa. Ngày nay cói được xuất chủ yếu sang Trung Quốc.

## Sản xuất chiếu

### Thu hoạch cói
Để làm ra cây cói đẹp, người dân phải một nắng hai sương. Đầu tiên là làm cỏ, người trồng phải nhổ sạch cỏ gà và chủ yếu là những cây sậy, vì khi bón phân đạm cho cả ruộng mà còn cây sậy thì chúng hấp thụ hết phân bón và phát triển rất nhanh. Sau đó, tầm tháng 6 đến tháng 9 hàng năm (mùa hè), thì người ta tiến hành thu hoạch, lúc đó cói đã phát triển rất nhanh và cao khoảng 1,7 m đến 1,8 m. Người dân dùng một loại liềm chuyên dụng chỉ có ở vùng cói để cắt. Liềm có hình dạng số 7, được rèn bằng loại thép rất tốt. Vừa cắt, người ta vừa giũ và phân loại cói, thường thì thành ba loại: loại dài nhất là 1,75 m (dùng để dệt chiếu lại 1,6 m và 1,5 m) loại trung bình dài khoảng 1,5 m và loại ngắn nhất (loại này dệt chiếu cá nhân 0,9-1,0 m). Còn lại là những cây cói chết gọi là "bổi". Bổi thường được dùng để đun nấu va lợp nhà.
Sau đó lợi dụng thủy triều lên, người dân thả những đóm cói xuống ngánh (là cái gì?) và dùng dây thừng kéo về nhà. Để chẻ Cói, người ta có thể dùng tay hoặc máy (gồm 2 trụ gỗ hình tròn, đường kính khoảng 120 mm, dài khoảng 350–400 mm, ở giữa có một lưỡi dao được đánh bằng sắt tốt) chẻ cây cói ra làm 2 mảnh rồi mới đem phơi (khi phơi có thể phơi tại ruộng cói).
Nếu trời nắng đẹp thì khoảng 3 ngày nắng to là được. Khi phơi, tránh trời mưa vì nước mưa mà ngấm vào thì coi như là cói xấu, mất giá. Vì mùa thu hoạch vào mùa hè nên thường có mưa, người trồng phải theo dõi thời tiết để phơi cói.

### Xử lý cói và dệt chiếu
Cói một nắng gọi là "ưởn" được đánh đống để ngoài sân phơi, che bằng bổi đã khô, sau ba nắng là cây cói có màu trắng xanh đem bó lại gọi là "gù".
Khi hết mùa thu hoạch, hầu hết người dân ở vùng cói ở nhà dệt chiếu. Cói được chọn loại bỏ những cây xấu và bắt đầu dệt. Thường thì mọi người dệt chiếu cho đến vụ mùa năm sau.
Bắt đầu dệt chiếu người ta dùng đay sợi mắc lên thành từng hàng theo chiều dài sợi nọ cách sợi kia khoảng 1 cm trước khi mắc đay người ta xuyên những sợi đay qua lỗ cái "go". Mỗi "và chiếu" gồm 2 người dệt, 1 người mắc sợi cói vào một cái văng (làm bằng tre, nứa) rồi văng qua "và đay" (lúc này người ngồi trên và đay nghiêng go để và đay chia làm 2 một nửa trên, một nửa dưới để sợi cói được văng vào) và một người dập go. Để dệt được một lá chiếu đẹp thì 2 người mất khoảng 3-4 giờ đồng hồ. Nếu dệt chiếu cải hoa thì phải nhuộm cói bằng phẩm màu, và phải mất 1 ngày 2 người mới dệt được một lá chiếu. Chiếu dệt màu trắng thường được in hoa văn rồi đem hấp cho chín phẩm màu. Khi dệt hết 1 và chiếu (thường thì khoảng 2 lá chiếu) thì được cắt ra và gim những đầu đay để thừa để giữ cho cây cói không bị bong ra khi sử dụng.